# Pablo Pineda
Pablo Pineda Ferrer (Málaga, 5 de agosto de 1974) es un maestro, conferenciante, presentador, escritor y actor español.

## Biografía
Nació en Málaga en 1974. Cuando cursaba estudios con 6 o 7 años, conversaba con un profesor universitario, Miguel López Melero, fundador del Proyecto Roma, que le hizo tomar por primera vez conciencia de ser una persona con síndrome de Down, pero que eso no le iba a incapacitar para seguir estudiando. A partir de ese momento es educado según el modelo educativo del Proyecto Roma.
Es diplomado en Magisterio y le faltan pocas asignaturas para ser licenciado en Psicopedagogía. Por esta labor es reconocido fundamentalmente, ya que es el primer europeo con síndrome de Down en terminar una carrera universitaria.
Da conferencias y ponencias sobre la discapacidad y su experiencia a lo largo y ancho del mundo, sobre todo, para quitar prejuicios y aumentar el conocimiento y el respeto a la diferencia.
Trabajó de 2003 a 2006 en el ayuntamiento de su ciudad como preparador laboral de personas con discapacidad, entre otras tareas.
En 2009, fue galardonado con la Concha de Plata al mejor actor en el Festival Internacional de Cine de San Sebastián por su participación en la película Yo, también. En la película interpreta el papel de un licenciado universitario con síndrome de Down
Da ponencias con la fundación Lo que de verdad importa desde el año 2010.
Viene trabajando desde 2011 con la Fundación Adecco, llevando a cabo tareas de sensibilización sobre diversidad e inclusión y formación para el público empresarial y la sociedad en general.
Ha desarrollado jornadas de sensibilización internacionales en diferentes países como Colombia, República Dominicana, Ecuador, y en países de Europa. Estas actividades las desarrolla en conjunto con la Fundación Adecco para la que trabaja.
En 2013, publicó un libro: El reto de aprender de la Editorial San Pablo y se inauguró la glorieta Pablo Pineda Ferrer, en Málaga, cerca de su casa. También ese año presentó el programa de la televisión española de La 2 Piensa en positivo de la productora Viento y Agua Films.
En 2015, publicó su segundo libro: Niños con capacidades especiales: Manual para padres de la editorial Hércules de Ediciones.
En 2016, colaboró con El hormiguero para crear una cámara oculta en la que Pablo, caracterizado con barba, se hacía pasar por personal de recursos humanos y entrevistaba a varias personas en un proceso de selección. "¿Cómo reaccionarías si te entrevistase una persona con síndrome de Down?", es un vídeo dirigido por Jordi Moltó, que plantea la situación en la que las personas sin discapacidad se encuentran cuando la persona que los tiene que elegir para un trabajo tiene discapacidad. El vídeo estaba basado en una campaña de Fundación Adecco, en la que aparecían Pablo y Joan Pahisa.
En 2018, con motivo del Día Internacional de las Personas con Discapacidad, protagonizó la campaña de sensibilización "Ahora y en el futuro luchamos contra las etiquetas", en la que más de 140 empresas de toda España compartieron una comunicación interna para apoyar la inclusión de las personas con discapacidad. En ella se reflexiona sobre los sesgos de los algoritmos en los procesos de selección y cómo la tecnología va a evolucionar en el futuro.
En abril de 2019 coprotagoniza con el Langui el docu-show Donde comen dos. y son entrevistados por David Broncano en el programa de Movistar+, La Resistencia.
El 10 de diciembre del año 2019 acompañó a los periodistas Modesto Barragán y Paz Santana en las campanadas del año 2020 de Canal Sur Televisión

## Filmografía
Programas
| Año         | Serie           | Canal | Colaborador o Presentador |
| ----------- | --------------- | ----- | ------------------------- |
| 2017 - 2018 | Hora punta      | TVE   | Colaborador e Invitado    |
| 2019        | Donde comen dos | TVE   | Presentador               |

## Premios y reconocimientos
- En 2005 recibió la Medalla de oro de la provincia de Málaga.[14]
- En 2009 ganó la Concha de Plata al mejor actor por la película Yo, también, en el Festival Internacional de Cine de San Sebastián.[15][16]